# Quelque chose de vieux

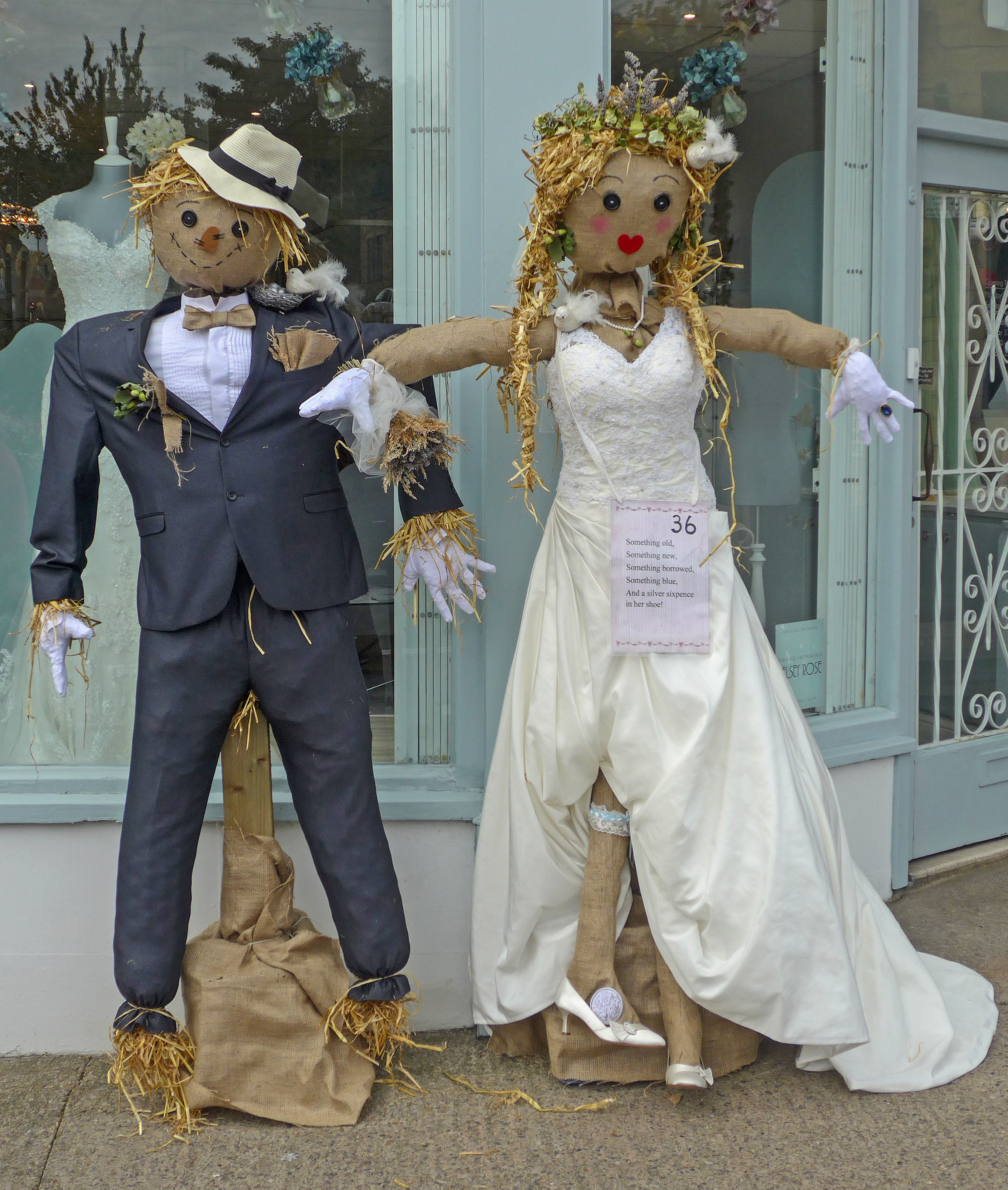
voici des poupés creés pour symboliser le fameux poème anglais "something old"

Quelque chose de vieux (Something old) est le premier vers d'une comptine traditionnelle anglaise qui liste ce que la mariée doit avoir sur elle lors de son mariage afin de lui porter chance :
| Quelque chose de vieux, Quelque chose de neuf, Quelque chose d'emprunté, Quelque chose de bleu , Et un penny d'argent dans sa chaussure. | Something old, something new, something borrowed, something blue, and a silver sixpence in her shoe. |

Les Anglophones se réfèrent souvent à ce poème sous le nom des "Quatre quelque chose", en omettant le cinquième vers. La comptine semble provenir d'Angleterre. Un recueil d'éléments de folklore anglais de 1898 note que :

« Dans ce pays, un vieux couplet énonce que la mariée doit porter "Quelque chose de vieux, quelque chose de neuf, quelque chose d'emprunté, quelque chose de bleu". Le "Quelque chose de neuf" prend généralement la forme de jarretelles, un habit qui joue un rôle important dans certaines cérémonies nuptiales, comme la vieille coutume de l'arrachage des jarretelles par le marié. Les "Quelque chose de vieux" et "Quelque chose de bleu" sont généralement destinés à éloigner le mauvais œil. Traditionnellement, l'effet du mauvais œil sur la mariée est la stérilité, ce qui est évité par le fait de porter "Quelque chose d'emprunté", généralement les sous-vêtements d'une femme ayant déjà donné naissance : le vêtement communique la fertilité à la mariée  »

Un autre recueil datant de la même période note la différence entre la version complète de Lancashire et la version de Leicestershire omettant le vers "Quelque chose de vieux". Les auteurs remarquent également que cette comptine va à l'encontre d'autres croyances régionales selon lesquelles la couleur bleue devrait être évitée dans les mariages.
Des occurrences plus anciennes de cette comptine ont été relevées. Elle est mentionnée par une édition de 1876 de Notes and Queries, et est appelée une "coutume ancienne" dans un autre livre datant de 1876, Bye-gones, Relating to Wales and the Border Counties. On retrouve également des traces du poème dans la nouvelle Marriage Superstitions, and the Miseries of a Bride Elect, publiée en 1871 dans le St. James's Magazine.

## Dans la fiction
Dans le film Le Secret derrière la porte de Fritz Lang (1948), l'actrice Joan Benett, ici interprétant Célia, prononce les premiers vers de la comptine le jour de son mariage.
Dans l'épisode La Pandorica s'ouvre, deuxième partie de la série Doctor Who le docteur utilise cette ritournelle pour aider Amy Pond, au moment de son mariage à se souvenir de son TARDIS, qui est effectivement emprunté, à la fois très vieux et tout neuf, et peint en bleu à l'extérieur.
Dans la série télévisée américaine « Dr Quinn : femme médecin », Michaela Quinn se voit remettre quelque chose de vieux, de neuf, d’emprunté et de bleu juste avant son mariage avec Byron Sully à la fin de la saison 3. 
Dans l'épisode de Friends Celui qui était à Las Vegas, Monica explique à Chandler qu'elle a besoin de « Quelque chose de vieux, quelque chose de neuf, quelque chose d'emprunté, quelque chose de bleu » avant qu'ils puissent se marier. Ils décident de voler (emprunter) un sweat-shirt bleu flambant neuf dans le magasin de l'hôtel et emportent un préservatif que Chandler gardait dans son porte monnaie depuis ses 12 ans (vieux).
Dans l'épisode de Charmed Mariés à tout prix, Prue et Phoebe montent au grenier pour chercher des informations dans le Livre des Ombres concernant le rêve de Prue, et sont accostées par Piper. Pour éviter toute confrontation, elles disent alors qu'elles vont chercher des objets pour la cérémonie de mariage, en citant ce vers.
Dans la version originale, les deux derniers épisodes de la saison 2 de How I Met Your Mother sont nommés Something Borrowed et Something Blue en référence au mariage de Marshall et Lily. Les deux derniers épisodes de la saison 8 sont nommés Something Old et Something New en référence au mariage de Barney et Robin. Dans l'épisode 23, Robin part à la recherche d'un médaillon qu'elle a enterré dans Central Park lorsqu'elle était jeune, afin de remplir la fonction de « Quelque chose de vieux » pour son mariage à venir.
Dans l'épisode 43 de Hartley cœur à vif (Heartbreak High) Jodie rend à Rose un élastique trouvé par Rivers en évoquant « Something Borrowed Something Blue », faisant clin d'œil à son mariage avec Jack et la comptine. 
Dans l'adaptation cinématographique de Twilight, chapitre IV : Révélation, lors du mariage de Bella et Edward, les parents de Bella, Renée et Charlie, apportent à Bella un bijou de famille lui expliquant qu'elle a besoin de quelque chose de bleu et quelque chose de vieux.
Dans le film Meilleurs Ennemies, les deux amies qui attendent et préparent le jour de leur mariage depuis leur enfance ont conservé dans une boite les choses nécessaires au bon déroulement de leur mariage, se trouve dans la boite quelque chose de vieux et bleu.
Dans le manga Ghost & Lady, Flo cite souvent la comptine jusqu'à la toute fin de l'histoire où c'est Grey qui la récite une dernière fois pour faire ses adieux à Flo.
Dans la récente série Netflix Anne with an E, lors du mariage de Prissy et Mr. Philips dans l’épisode 8 de la saison 2, les jeunes filles mentionnent la comptine et font parvenir à Prissy quelque chose de vieux, quelque chose de bleu, quelque chose d’emprunté, quelque chose de nouveau et une pièce ramenée de Londres par Diana en l’honneur du mariage.
Dans la série Outlander, saison 5 épisode 1, lors du mariage de Bryanna et de Roger, le père James Fraser rassemble quelque chose d'ancien, de nouveau, d'emprunté, de bleu et une bière de sixpence, pour les remettre à la mariée.
Dans la chanson Every You Every Me du groupe Placebo, le vers "Something borrowed, something blue" apparait dans le dernier couplet.
Dans la série d'animation Harley Quinn, le dernier épisode de la saison 2 est intitulé « Something Borrowed, Something Green » comme jeu de mots entre le proverbe traditionnel et le mariage de Poison Ivy et de Kite Man, notoires amateurs de vert.